# Jezioro Jezierskie
Jezioro Jezierskie – jezioro w woj. podlaskim, w powiecie augustowskim, w gminie Augustów.
Jezioro położone jest na Pojezierzu Ełckim. Ma wydłużony kształt ze wschodu na zachód. Brzegi nie są zalesione. Wokół jeziora znajdują się użytki rolne. Wzdłuż południowego brzegu jeziora przebiega droga krajowa nr 16 (odcinek Augustów-Ełk). Na południe położona jest też wieś Jeziorki.

## Dane morfometryczne
Powierzchnia zwierciadła wody wynosi 8,0 ha.
Zwierciadło wody położone jest na wysokości 137,8 m n.p.m.

## Hydronimia
Według urzędowego spisu opracowanego przez Komisję Nazw Miejscowości i Obiektów Fizjograficznych (KNMiOF) nazwa tego jeziora to Jezioro Jezierskie. W różnych publikacjach i na mapach topograficznych jezioro to występuje pod nazwą Jezioro Jeziorskie.